# Стано, Джеральд
Джеральд Стано (англ. Gerald Eugene Stano) (12 сентября 1951 — 23 марта 1998) — американский серийный убийца. В списке его жертв 22 доказанных убийства женщин, хотя преступник сознался в убийстве 41 женщины. 23 марта 1998 года был казнён на электрическом стуле.

## Биография
Джеральд Стано родился в Скенектади, штат Нью-Йорк. При рождении его звали Пол Зеининджер. Родная мать отказалась от него, и он попал в приемную семью Стано. Родители поменяли ребенку имя на Джеральд Юджин Стано. Стано были любящими родителями, несмотря на то, что Джеральд был недисциплинированным ребенком. Он получал плохие оценки в школе по всем предметам, кроме музыки. До десятилетнего возраста Стано мочился в постель. Он постоянно лгал родителям, а однажды был пойман, когда вытаскивал деньги из бумажника отца. Он хотел заплатить ребятам из легкоатлетической команды, чтобы они намеренно уступили ему на соревнованиях. Среднюю школу Джеральд окончил в 21 год и больше учиться не стал.

## Убийства
Официально Стано признал, что начал убивать в начале 1970-х. Несколько девочек пропали без вести недалеко от того места, где жил Стано. Но у полиции не было весомых доказательств его вины. Он убивал во Флориде, Нью-Джерси и Пенсильвании.  В возрасте 29 лет его арестовали по подозрению в серии убийств женщин. На допросе он признался в убийстве 41 женщины, но суду удалось доказать 22 убийства. Стано сидел вместе с другим серийным убийцей Тедом Банди до тех пор, пока того не казнили в 1989 году. Джеральд Стано был также приговорён к смертной казни.

## Казнь
В 1998 году Стано казнили на электрическом стуле. Теда Банди также казнили на электрическом стуле.